# Джовани Пико дела Мирандола
Вижте пояснителната страница за други личности с името Джовани.
Джовани Пико дела Мирандола (на италиански: Giovanni Pico della Mirandola; на латински: Ioannes Picus Mirandula) е италиански философ, изтъкнат представител на ренесансовия хуманизъм.

## Биография
Роден е на 24 февруари 1463 година в Болоня, тогава част от Свещената Римска империя. Още от малък Пико дела Мирандола има изключителна памет и от най-ранна възраст изучава латински, иврит и гръцки. На 14-годишна възраст постъпва в Болонския университет, където изкарва богословски курс. От 1479 г. живее във Флоренция, където се сближава с членове от философския кръг на Марсилио Фичино. Интересът си към философията той развива във Флорентинската Платонова академия. От 1480 до 1482 г. слуша лекции в Падуанския университет, където дълбоко усвоява средновековната философия и теологическите традиции. Освен с философия и богословие, той се занимава с изучаването на древни езици – древногръцки, арабски и др. Увлича се и по мистичното учение на Кабала.
През 1485 г. предприема пътуване до Париж, където вероятно започва работа по своите „900 тезиса“ за религията, философията и мистиката, публикувани през следващата година, които е искал да защити на публичен диспут с най-учените и религиозни лица на Европа, но папа Инокентий VIII не разрешава диспута и осъжда първо тринадесет от тезите, а след това всички 900. Въведението към тезите е прословутата му „Реч за достойнството на човека“ (1486), която е щяла да бъде уводно слово към диспута.
Бягайки от Инквизицията през 1488 г., отива във Франция, но там е хванат и заточен в една от кулите на Венсенския замък. С помощта на крал Шарл VIII и на Лоренцо де Медичи се спасява от проблеми с Църквата.
Малко преди смъртта си завършва съчинението си „Разсъждения против астрологията“, в която отрича астралния детерминизъм в полза на свободната човешка воля. Главният патос в това произведение е призив за отказване от врачуването (гадаенето по небесните светила и природни явления). Според Мирандола задължително трябва да се изучават и изследват действителните природни закономерности. Той въвежда теорията за математическата структура на природата и природните явления. Според него естествената магия изучава силите и действията в природата, техните отношения и взаимодействията между тях. Този трактат е оказва значително влияние на последващата натурфилософия и в частност на Кеплер.
Преди смъртта си приема християнството от Джироламо Савонарола.
Умира на 17 ноември 1494 година във Флоренция на 31-годишна възраст в резултат на хранително отравяне. Погребан е в Доминиканския манастир „Свети Марко“, чийто настоятел е Савонарола.

## Идеи
В своята философска антропология, Джовани защитава достойнствата и свободата на човека като пълновластен творец на неговото Аз. Вглеждайки се в себе си, човек е способен да прави каквото му е удобно, всичко е в резултат на собствени усилия.
Сред идеите на Пико делла Мирандола са:
| „ | Човекът заема особено място в света. Той не е фиксиран към определена степен в йерархията на света. Бог го е дарил със свободна воля и той може да избира. Достойнството на човека зависи от неговия избор. Човек може да се издигне до ангелите, но може и да пропадне до равнището на зверовете. | “ |

## Съчинения
- „Реч за достойнството на човека“ (1486)
- „900 тезиса“ (1486)
- „Хептаплус“ (1489)
- „За съществуващото и единното“ (1491)

### Преводи на български
- „Реч за достойнството на човека“ (сп. Философски преглед, кн. 1, 1991; ИК „Св. Иван Рилски“, С. 2004; Изд. „Изток-Запад“, С. 2015)
- „За съществуващото и единното“ (ИК „Св. Иван Рилски“, С. 2004)